# Emaar Properties
Emaar Properties PJSC (arabisch إعمار العقارية, DMG Iʿmār al-ʿAqārīya) ist ein Immobilienunternehmen, das die Projektentwicklung  und deren Projektvermarktung in Dubai, Vereinigte Arabische Emirate betreibt.
Das Unternehmen wurde 1997 mit staatlicher Beteiligung gegründet und gehört zu den weltweit bekanntesten Projektträgern von Megaprojekten. Emaar Properties entwickelt und betreut mehrere bekannte große Projekte, die in Dubai verwirklicht werden. Zu diesen Projekten zählen u. a. die Dubai Mall oder der Burj Khalifa. Auch viele weitere Projekte im Rahmen der neu entstehenden Dubaier Entlastungscity Downtown Dubai werden von Emaar Properties verwirklicht.
Emaar Properties hat Tochtergesellschaften in Ägypten, Indien, Saudi-Arabien, der Türkei und Pakistan.

## Großprojekte von Emaar Properties

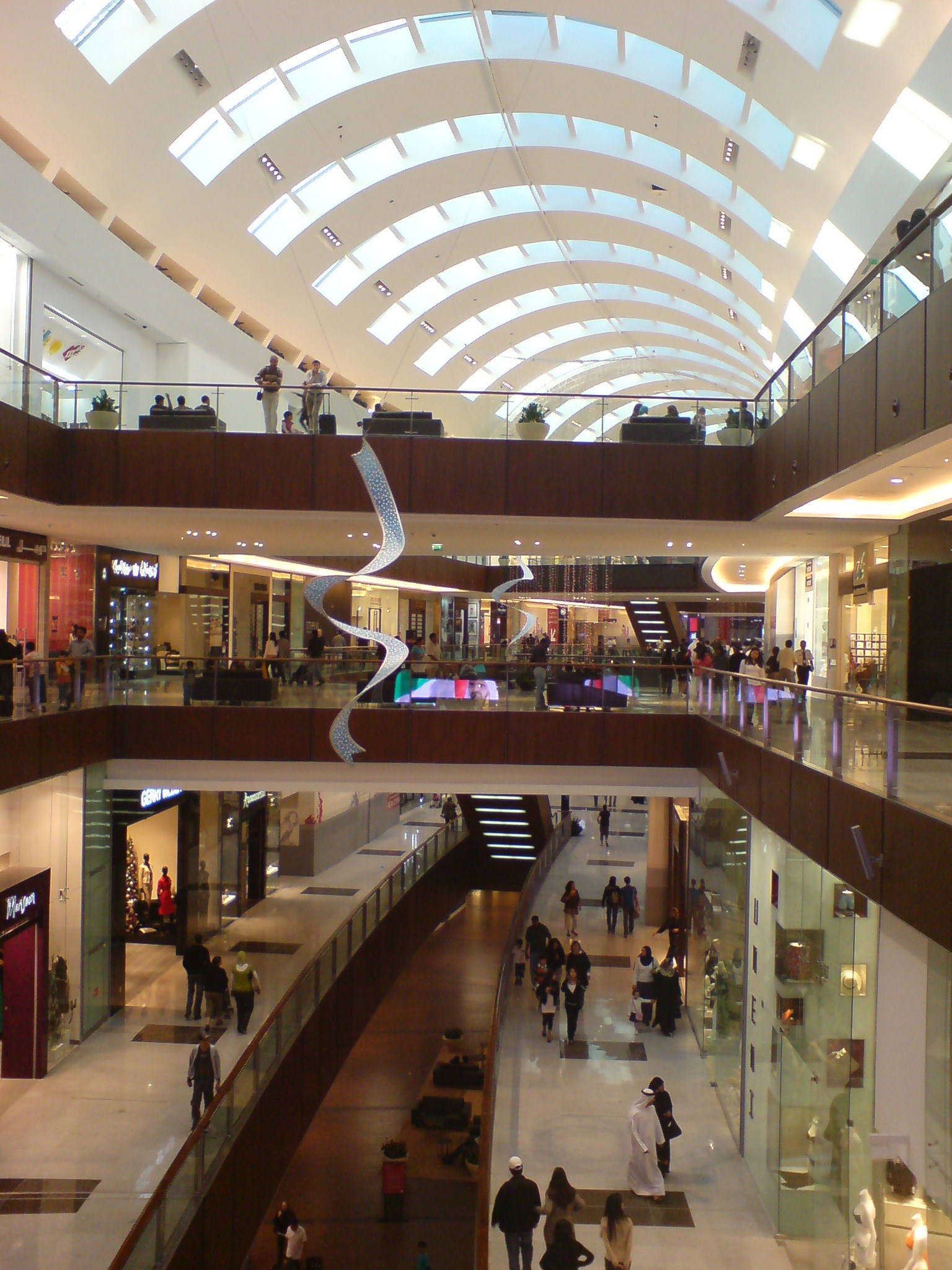
Dubai Mall
Burj Khalifa